# Gilles Ascaride
Pour les articles homonymes, voir Ascaride.
 (février 2023).

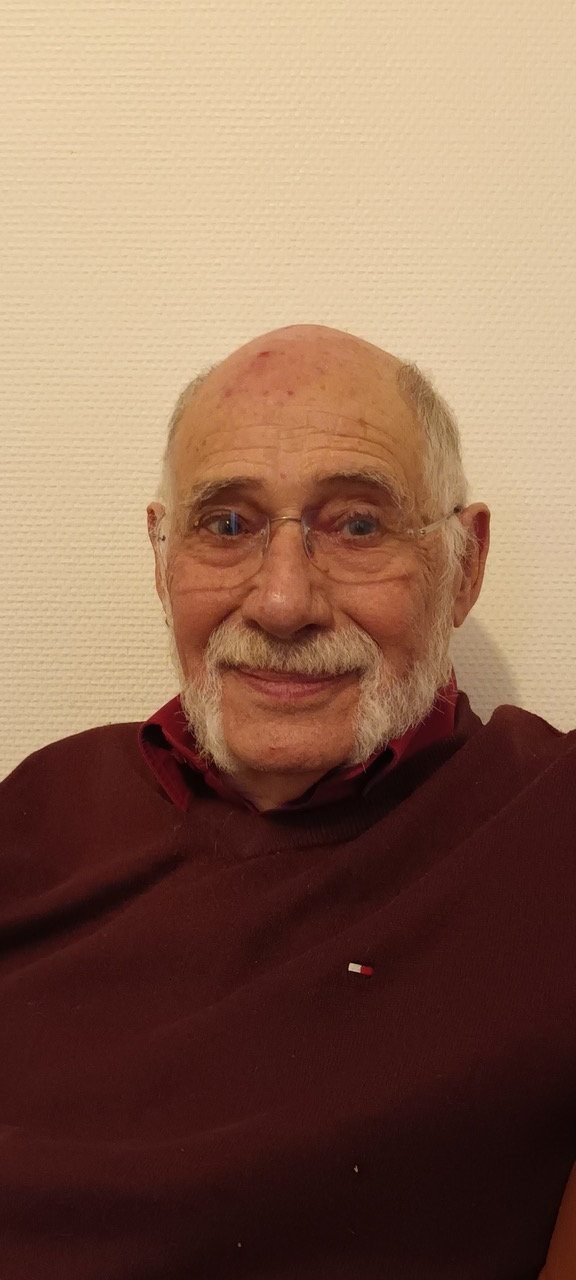
Gilles Ascaride en 2025

Gilles Ascaride, né à Marseille en 1947, est un écrivain et docteur en sociologieet anthropologie français.

## Biographie
Il publie plusieurs romans (Les Cheyennes, Sur tes ruines j'irai dansant, Retrouver Petofi, Un roi à Marseille, La dernière histoire du monde, Je n'écrirai pas de roman, Dolorès, puis Clément, La conquête de Marsègue, Zoé, Vie obscure de Gabriel ) ainsi que plusieurs recueil de nouvelles (Amours modernes, La malédiction de l'estrasse dorée, J'ai tué Maurice Thorez !, Haines postmodernes). Il écrit également pour le théâtre et a publié chez PJ.Oswald, Lansman, L'Amandier, Le Fioupélan, Chez Walter.
Plusieurs de ses ouvrages ont été traduits à l'étranger.
Sans jamais se réclamer d'un quelconque régionalisme, ses écrits teintés d'humour s'enracinent souvent dans sa ville, Marseille.
Il fonde, avec l'écrivain Henri-Frédéric Blanc (1954-2025), le mouvement littéraire Overlittérature (Nouvelle Littérature Marseillaise Mondiale) qui défend une écriture crue, iconoclaste et joyeuse.
En 2006, Gilles Ascaride redevient comédien et joue au théâtre ses propres textes (Rencontre avec mon beau-frère, Le sultan est dans l'escalier, J'ai tué Maurice Thorez!, Rigolo circus parade, Gégé et Jéjé, Sur tes ruines j'irai dansant, etc.). Il participe de nombreuses fois au festival Off d'Avignon.
En 2011, il crée à Septèmes-les-Vallons (Bouches-du-Rhône), le premier festival d'overlittérature (théâtre, conférences, lectures, cinéma, musique…). Cette manifestation, dont il est resté le directeur artistique, s'est pérennisée et se tient tous les deux ans.[réf. nécessaire]
Il est le frère de l'actrice Ariane Ascaride et du metteur en scène Pierre Ascaride et le père de Melchior Ascaride, dessinateur et infographiste, lauréat du prix Imaginales de l'illustration en 2016 et prix spécial du jury en 2018.